# Квинсленд Редс
Квинсленд Редс (енгл. Queensland Reds) је један од пет професионалних аустралијских рагби јунион тимова који учествује у Супер Рагби. Дрес Редса је црвене боје, ова екипа представља регију Квинсленд са седиштем у Бризбејну. Међу славне рагбисте који су играли за Редсе убрајају се Елтон Флетли, Мајкл Фоли, Крис Летем... Најбољи поентер у историји Редса је Квејд Купер - 638 поена. Квинсленд Редсима је једном пошло за руком да освоје најачу рагби јунион лигу на свету - 2011.
- Супер Рагби

- Освајач (1) : 2011.

 Састав у сезони 2016
Сем Џонсон
Бен Делеј
Грег Холмс
Џејмс Слипер
Џејмс Хенсон
Џејмс Хорвил
Роб Симонс
Кертис Браунинг
Лиам Гил
Ед Квирк
Џејк Шац
Адам Томсон
Хендрик Туи
Ник Фризби
Вил Гениа
Квејд Купер
Ед О’Доноф
Саму Кереви
Бен Тапуаи
Џејмс О'конор
Крис Куридрани
Лаклан Турнер
Крис Феауи-Саутиа